# Zacarías González Velázquez

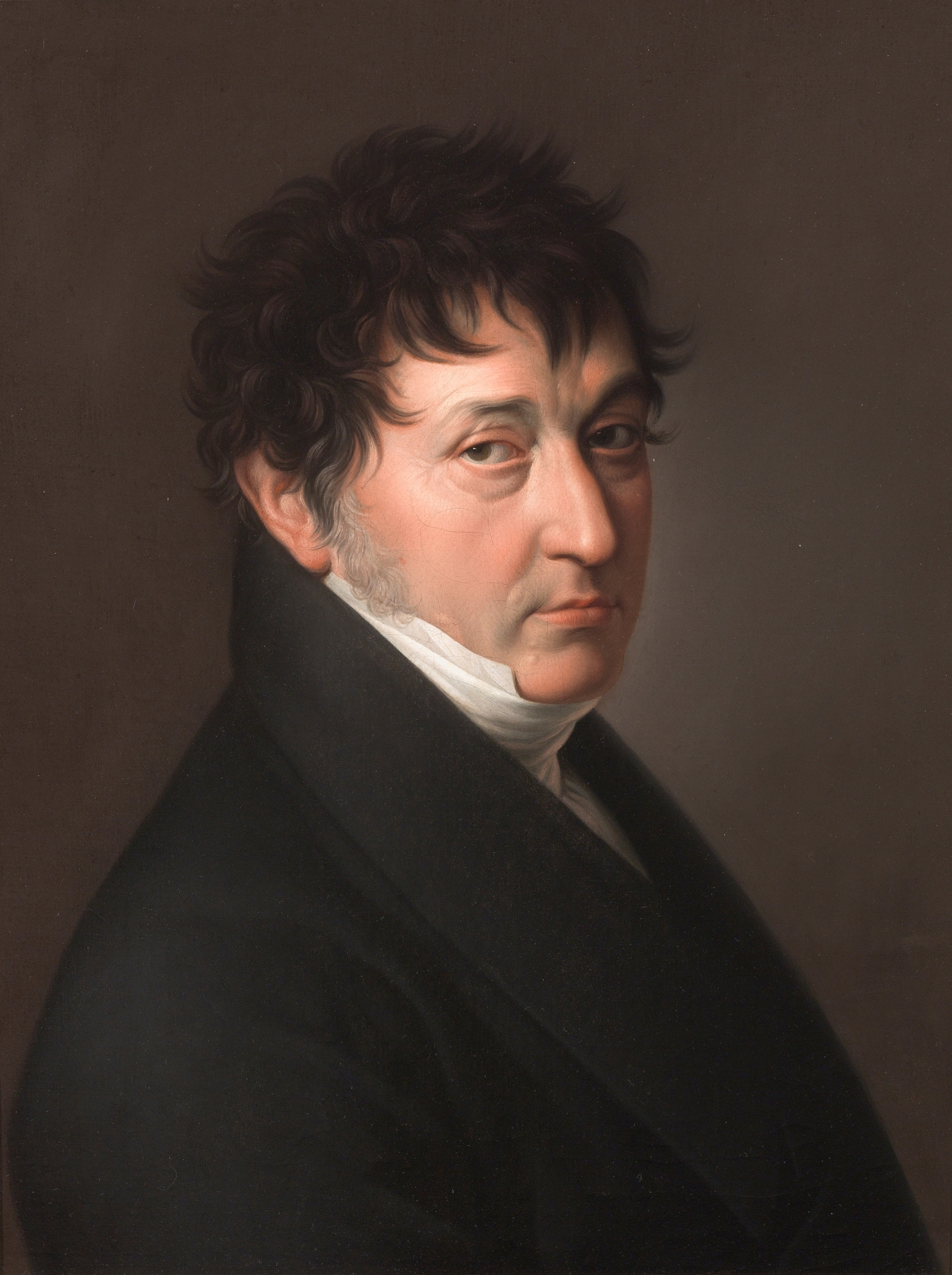
Autoportret (1810)

Zacarías González Velázquez (n. 5 noiembrie 1763, Madrid, Madrid⁠(d), Spania – d. 30 ianuarie 1834, Madrid, Noua Castilie⁠(d), Spania) a fost un pictor spaniol, cunoscut mai ales pentru portretele și lucrările sale religioase.

## Biografie
Velázquez s-a născut la Madrid într-o familie de artiști. Tatăl său a fost pictorul Antonio González Velázquez. Bunicul său, Pablo,⁠(d) și unchii săi, Luis⁠(d) și Alejandro⁠(d), au fost cu toții sculptori sau pictori. Frații săi, Isidro și Cástor (1768-1822) au devenit și ei pictori. Și-a început pregătirea în 1777 la Real Academia de Bellas Artes din San Fernando, unde tatăl său era director, funcție pe care o va deține mai târziu el însuși. În timp ce se afla acolo, a studiat cu Mariano Salvador Maella. După al doilea an, a câștigat premiul I la categoria Tablouri de clasa a doua.
A absolvit în 1782 și a început să dobândească comenzi aproape imediat. A decorat mai multe încăperi din Palatul Regal El Pardo, majoritatea cu scene mitologice. De asemenea, a lucrat ca designer la Fabrica Regală de Tapiserie și a pictat decorațiuni la Catedrala Jaén, Catedrala Toledo și Oratoriul Caballero de Gracia din Madrid.
În 1790, a obținut o altă diplomă la Academie și, trei ani mai târziu, a fost numit profesor asistent, funcție pe care a deținut-o până în 1807. În acel moment, a fost promovat la funcția de director adjunct al picturii. Acest lucru a venit într-un moment dificil, deoarece țara era implicată în Războaiele Napoleoniene și viața culturală a ajuns într-un blocaj virtual. Lucrurile s-au îmbunătățit foarte mult odată cu urcarea pe tron a lui Ferdinand al VII-lea. În cele din urmă, a devenit director al Academiei în 1828; o funcție pe care a deținut-o până în 1831. A murit la Madrid, la vârsta de 69 de ani.

## Selecție de picturi

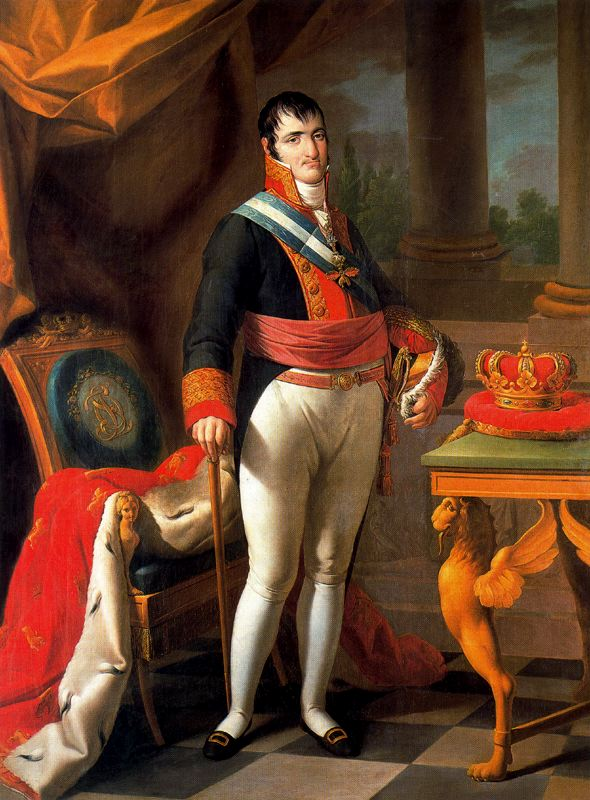
Portretul regelui Ferdinand al VII-lea (1814)
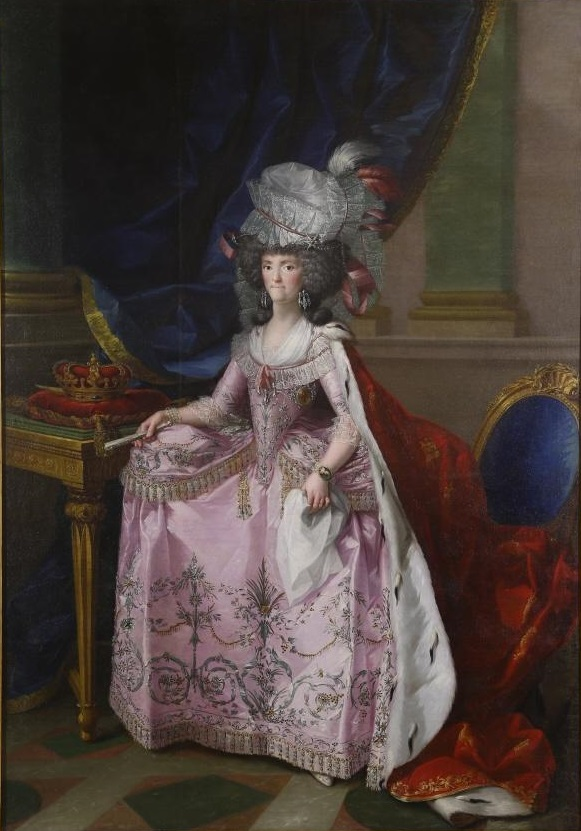
Portretul Mariei Luisa de Parma (1789)
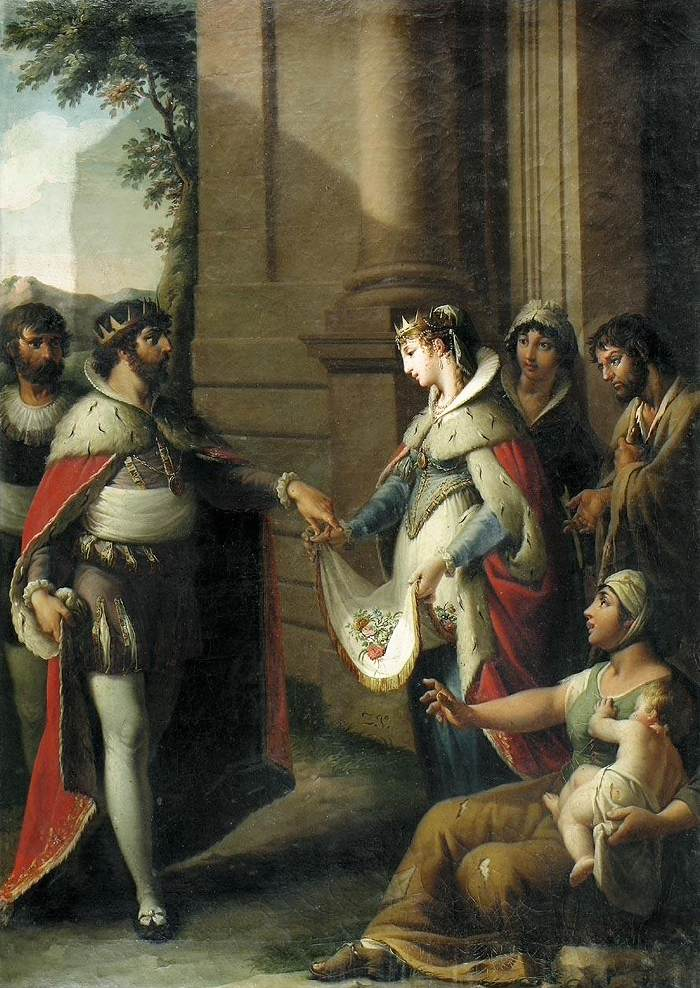
Miracolul trandafirilor (c. 1820)
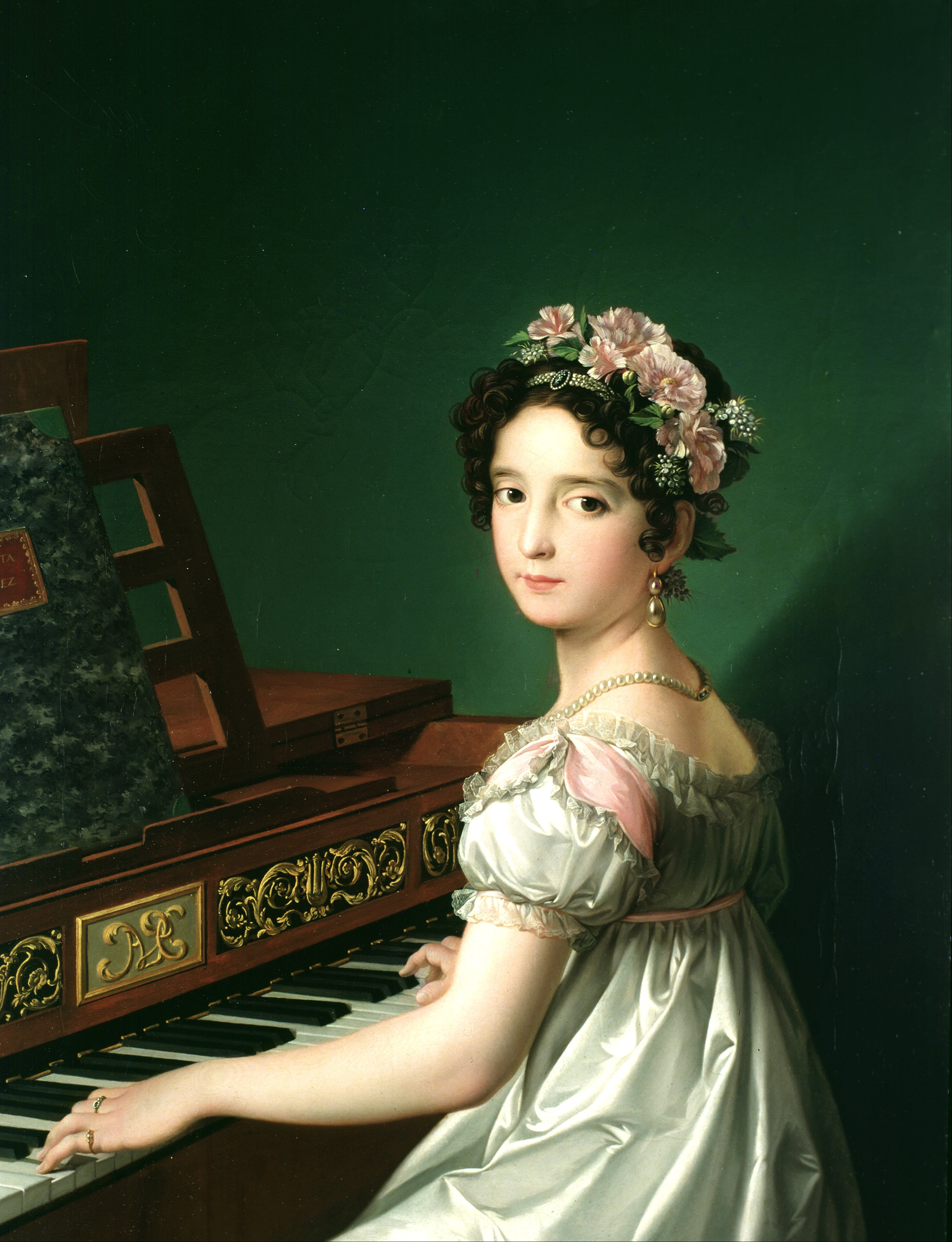
Manuela González Velázquez cântând la pian (c. 1820)